# Steklin (jezioro)
Steklin – jezioro rynnowe w Polsce, położone w województwie kujawsko-pomorskim, w powiecie toruńskim, w gminie Czernikowo, na obszarze Pojezierza Dobrzyńskiego.

## Charakterystyka
Jezioro o powierzchni 113 ha. Ma dość dobrze rozwiniętą linię brzegową, brzegi strome, zalesione.
W roku 2002 wody sklasyfikowano jako pozaklasowe